# Godzilla II: Regele Monștrilor
Godzilla II: Regele Monștrilor (titlu original: Godzilla: King of the Monsters) este un film american din 2019 regizat de Michael Dougherty.  Rolurile principale au fost interpretate de Kyle Chandler, Vera Farmiga, Millie Bobby Brown, Bradley Whitford, Sally Hawkins, Charles Dance, Thomas Middleditch, Aisha Hinds, O'Shea Jackson Jr., David Strathairn, Ken Watanabe și Zhang Ziyi.
Este o continuare a filmului Godzilla, al 35-lea film din franciza Godzilla și al treilea film din universul fictiv MonsterVerse (Legendary Entertainment).

## Distribuție
- Kyle Chandler - Dr. Mark Russell
- Vera Farmiga - Dr. Emma Russell
- Millie Bobby Brown - Madison Russell
- Bradley Whitford - Dr. Stanton
- Sally Hawkins - Dr. Vivienne Graham
- Charles Dance
- Thomas Middleditch - Sam Coleman
- Aisha Hinds
- O'Shea Jackson Jr. - Barnes
- David Strathairn - Admiral William Stenz
- Ken Watanabe - Dr. Ishiro Serizawa
- Zhang Ziyi - Dr. Chen